# Bušanovice
Bušanovice falu és önkormányzat (obec) Csehország Dél-csehországi kerületének Prachaticei járásában. Területe 9,73 km², lakosainak száma 238 (2009. 12. 31). A falu Prachaticétől mintegy 12 km-re északra, České Budějovicétől 42 km-re nyugatra, és Prágától 114 km-re délre fekszik.
A település első írásos említése 1315-ből származik.

## Az önkormányzathoz tartozó települések
- Bušanovice
- Beneda
- Dolní Nakvasovice
- Horní Nakvasovice
- Želibořice

## Népesség
A település népessége az elmúlt években az alábbi módon változott:
| Lakosok száma | 580  | 642  | 655  | 457  | 265  | 259  | 252  | 265  | 261  | 267  |
|               | 1869 | 1890 | 1921 | 1950 | 1980 | 2001 | 2017 | 2019 | 2022 | 2024 |

## Nevezetességek

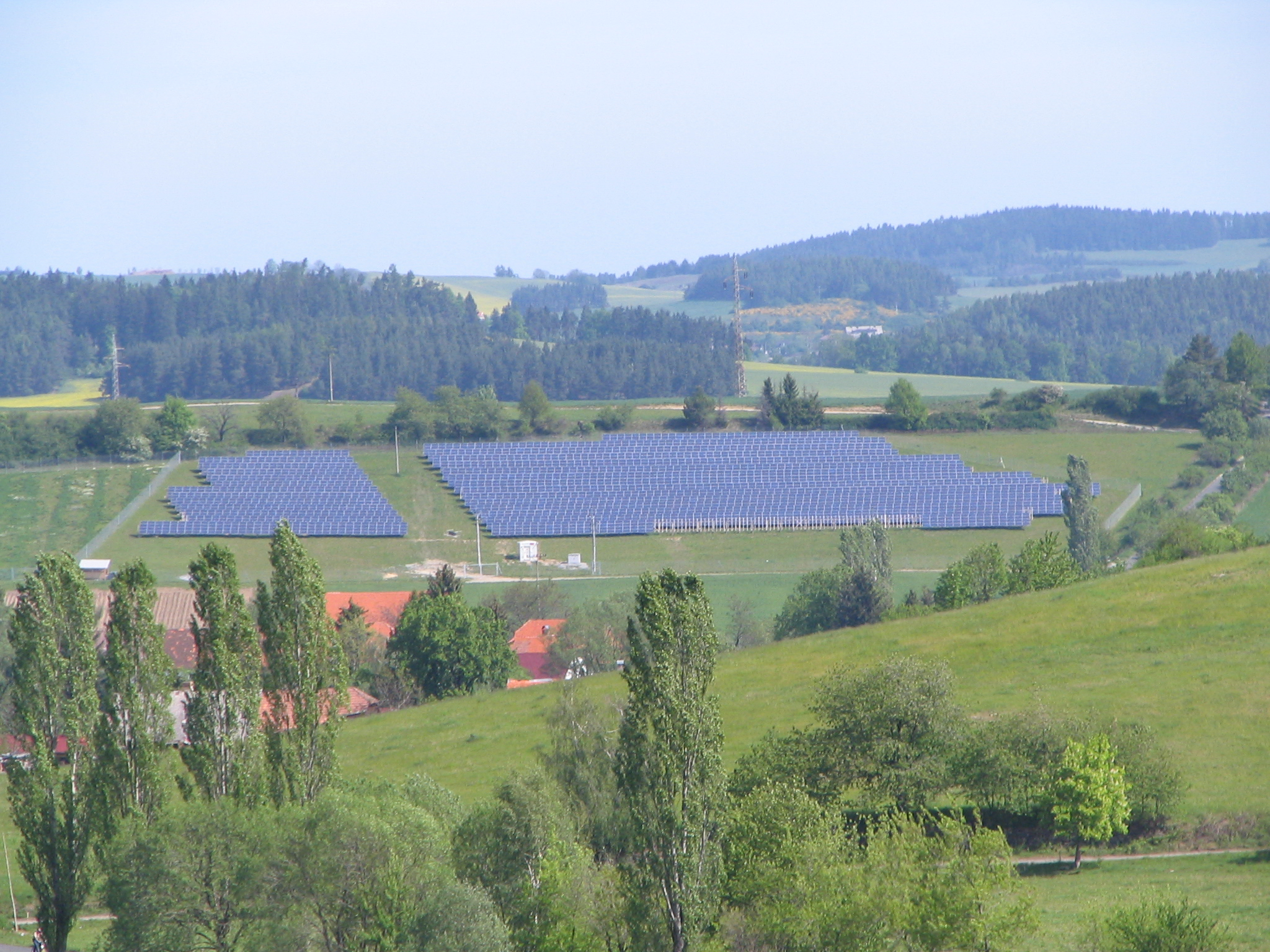
Naperőmű telep

A településen 2007. január 29-én helyeztek üzembe egy 600 kW teljesítményű naperőművet. A napelemek teljes felülete 6000 m², a rendszer hatásfoka 11,8%.